# Linh dương hoẵng đen
Linh dương hoẵng đen (Cephalophus niger) là một loài động vật có vú trong họ Bovidae, bộ Artiodactyla. Loài này được Gray mô tả năm 1846.